# Хорольський провулок (Київ)
Хоро́льський прову́лок — провулок у Дніпровському районі міста Києва. Пролягає від Сиваської вулиці до вулиці Княгині Інгігерди.
До провулку прилучається Дністерська вулиця.

## Історія
Хорольський провулок виник в 1950-ті роки під назвою 633-я Нова вулиця. Сучасну назву здобув в 1953 році.
В 1990-х роках вважався офіційно ліквідованим, хоча сам провулок не був знесений і зберігав первісний вигляд, однак фігурував у переліку зниклих вулиць довідника «Вулиці Києва» 1995 року. Уже в 2000-ні роки провулок було поновлено на картосхемах.